# Архиповка (Ивановская область)
Архи́повка — село в Савинском районе Ивановской области России, административный центр Архиповского сельского поселения.

## География
Село расположено на реке Шижегде (бассейн Оки) в 17 км на северо-восток от райцентра Савино, железнодорожная станция (Шорыгино) на линии Иваново — Ковров.

## История
Образован в начале XX века как посёлок при текстильной фабрике.
С 1929 года посёлок являлся центром Архиповского сельсовета Ковровского района Ивановской Промышленной области, с 1935 года — в составе Савинского района. Указом Президиума Верховного Совета РСФСР от 24 апреля 1948 года Архиповке присвоен статус рабочего посёлка. 
С 2005 года посёлок являлся центром Архиповского городского поселения. Законом Ивановской области от 14 января 2009 года посёлок Архиповка преобразован в село, Архиповское городское поселение — в Архиповское сельское поселение.

## Население
| 1959 | 1970  | 1979  | 1989  | 2002  | 2009  | 2010  |
| ---- | ----- | ----- | ----- | ----- | ----- | ----- |
| 2349 | ↘2201 | ↗2362 | →2362 | ↘1802 | ↘1633 | ↘1558 |

## Инфраструктура
В селе имеются Архиповская средняя школа (открыта в 1926 году, с 1966 года в новом здании), отделение районной больницы, детский сад, почта, аптека, баня, библиотека, дом культуры, пожарная часть. Имеется 7 частных магазинов. Всего в селе 33 многоквартирных дома, 186 частных домов с газовым отоплением.

## Экономика
В Архиповке находится градообразующее предприятие ООО «Архиповский текстиль», занимающиеся производством хлопчатобумажных суровых тканей.